# 郭承真
郭承真（1954年12月—），经名白德尔丁，男，回族，籍贯河南开封，生于上海，中国伊斯兰教人物，曾任中国伊斯兰教协会副会长兼秘书长，第十二届全国政协委员。